# ナンシー・ウィルソン (ジャズ歌手)

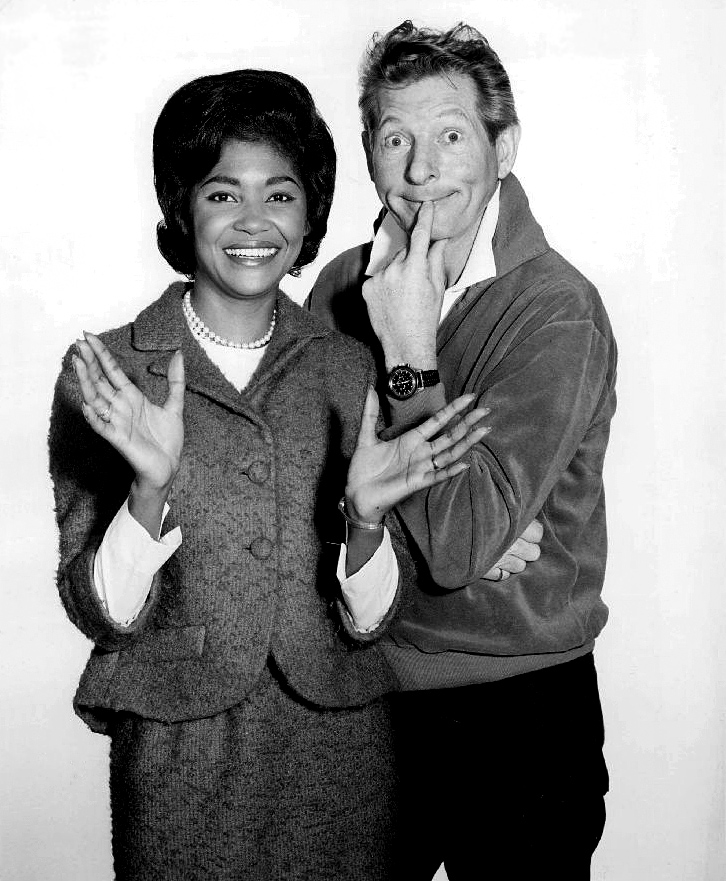
ウィルソンとダニー・ケイ（1965年）

ナンシー・ウィルソン（Nancy Wilson、1937年2月20日 - 2018年12月13日）は、アメリカ合衆国オハイオ州出身の女性ジャズ/R&B歌手。70枚以上のアルバムをリリースし、3度のグラミー賞を受賞した。

## 経歴

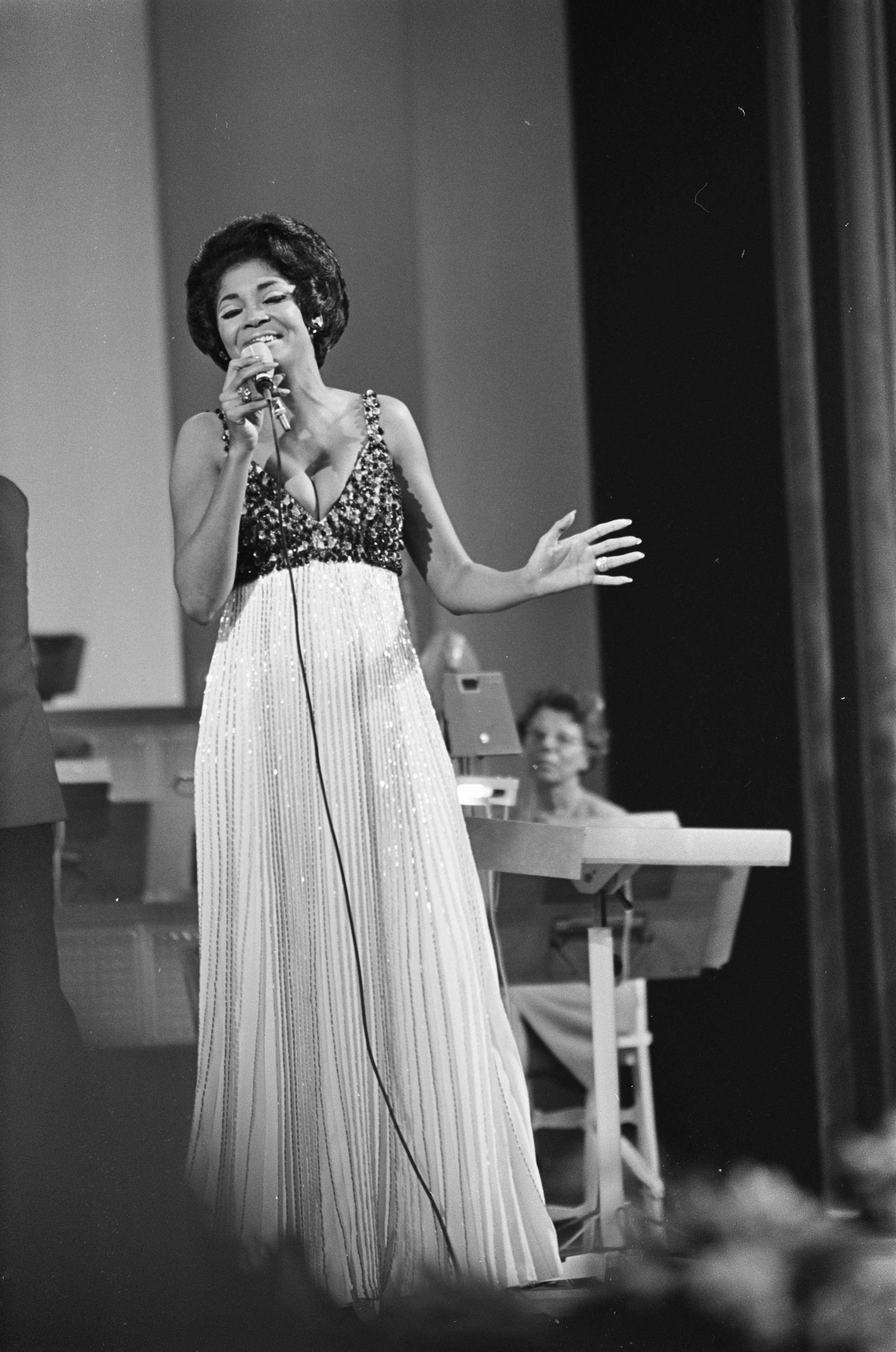
オランダ・アムステルダム公演 (1968年3月)

1956年にビッグバンドのボーカルとして活動を始め、キャノンボール・アダレイの誘いで1959年にニューヨークに移住。翌1960年にキャピトル・レコードからデビューした。
多数のアルバムをリリースしヒットしたほか数々のテレビ出演でも知られ、NBCテレビで1967-1968年に自身がホストを務める番組『The Nancy Wilson Show』を手がけエミー賞を受賞した。
1970年代までレーベルは「キャピトル・レコード」一筋だった。1968年、2005年、2007年には「グラミー賞」を受賞。2011年に、音楽活動から一線を退いている。
2018年12月13日、カリフォルニア州の自邸にて、長い病気の末に死去したことが明らかにされた。81歳没。

## ディスコグラフィ

### スタジオ・アルバム
- 『ナンシー・ウィルスン・ファースト』 - Like in Love (1959年、Capitol)
- 『サムシング・ワンダフル』 - Something Wonderful (1960年、Capitol)
- 『ザ・スインギンズ・ミューチュアル!』 - The Swingin's Mutual! (1961年、Capitol) ※with ジョージ・シアリング・クインテット
- 『ナンシー・ウィルソン&キャノンボール・アダレイ』 - Nancy Wilson/Cannonball Adderley (1962年、Capitol) ※with キャノンボール・アダレイ
- Hello Young Lovers (1962年、Capitol)
- 『ブロードウェイ・マイ・ウェイ』 - Broadway – My Way (1963年、Capitol)
- 『ハリウッド・マイ・ウェイ』 - Hollywood – My Way (1963年、Capitol)
- Yesterday's Love Songs/Today's Blues (1964年、Capitol)
- 『トゥデイ・トゥモロウ・フォーエヴァー』 - Today, Tomorrow, Forever (1964年、Capitol)
- 『ハウ・グラッド・アイ・アム』 - How Glad I Am (1964年、Capitol)
- Today My Way (1965年、Capitol)
- 『ジェントル・イズ・マイ・ラヴ』 - Gentle Is My Love (1965年、Capitol)
- 『ブロードウェイより愛をこめて』 - From Broadway with Love (1966年、Capitol)
- 『タッチ・オブ・トゥデイ』 - A Touch of Today (1966年、Capitol)
- Tender Loving Care (1966年、Capitol)
- 『ナチュラリー』 - Nancy – Naturally (1966年、Capitol)
- Just for Now (1967年、Capitol)
- 『ラッシュ・ライフ』 - Lush Life (1967年、Capitol)
- 『ウェルカム・トゥ・マイ・ラヴ』 - Welcome to My Love (1967年、Capitol)
- 『イージー』 - Easy (1968年、Capitol)
- The Sound of Nancy Wilson (1968年、Capitol)
- 『ナンシー』 - Nancy (1969年、Capitol)
- 『プリチャーマン』 - Son of a Preacher Man (1969年、Capitol)
- 『心の痛手』 - Hurt So Bad (1969年、Capitol)
- 『ナンシー、ニュー・ヒットを歌う』 - Can't Take My Eyes Off You (1970年、Capitol)
- 『ナウ・アイム・ア・ウーマン』 - Now I'm a Woman (1970年、Capitol)
- 『バット・ビューティフル』 - But Beautiful (1971年、Capitol)
- 『カレイドスコープ』 - Kaleidoscope (1971年、Capitol)
- 『アイ・ノウ・アイ・ラヴ・ヒム』 - I Know I Love Him (1973年、Capitol)
- 『恋』 - All in Love Is Fair (1974年、Capitol)
- 『カム・ゲット・トゥ・ディス』 - Come Get to This (1975年、Capitol)
- 『ディス・マザーズ・ドーター』 - This Mother's Daughter (1976年、Capitol)
- 『愛を生きる』 - I've Never Been to Me (1977年、Capitol)
- 『心のミュージック』 - Music on My Mind (1978年、Capitol)
- Life, Love and Harmony (1979年、Capitol)
- 『テイク・マイ・ラヴ』 - Take My Love (1980年、Capitol)
- 『ホワッツ・ニュー』 - What's New (1982年、Eastworld/東芝EMI) ※with グレート・ジャズ・トリオ
- 『アイル・ビー・ア・ソング』 - I'll Be a Song (1983年、Interface/Denon)
- 『ユア・アイズ』 - Your Eyes (1983年、Columbia/Shan-Shan)
- 『君に捧げる心の歌』 - Godsend (1984年、Interface/Denon)
- 『ザ・トゥ・オブ・アス』 - The Two of Us (1984年、Columbia) ※with ラムゼイ・ルイス
- 『キープ・ユー・サティスファイド』 - Keep You Satisfied (1985年、Columbia/Interface)
- 『フォービドゥン・ラヴァー』 - Forbidden Lover (1987年、Columbia)[4]
- 『ナンシー』 - Nancy Now! (1988年、Columbia)
- 『レイディ・ウィズ・ア・ソング』 - A Lady with a Song (1989年、Columbia)
- 『恋の景色〜あなたを愛するための12のバラード』 - With My Lover Beside Me (1991年、Columbia)
- 『ラヴ、ナンシー』 - Love, Nancy (1994年、Columbia)
- 『イフ・アイ・ハド・マイ・ウェイ』 - If I Had My Way (1997年、Columbia)
- 『クリスマス・アルバム』 - A Nancy Wilson Christmas (2001年、MCG Jazz)
- Meant to Be (2002年、Narada Jazz) ※with ラムゼイ・ルイス
- Simple Pleasures (2003年、Narada Jazz) ※with ラムゼイ・ルイス
- 『R.S.V.P.〜レア・ソングス、ヴェリー・パーソナル』 - R.S.V.P. (Rare Songs, Very Personal) (2004年、MCG Jazz)
- 『ターンド・トゥ・ブルー』 - Turned to Blue (2006年、MCG Jazz)

### ライブ・アルバム
- 『ナンシー・ウィルソン・ショウ』 - The Nancy Wilson Show! (1965年、Capitol)
- 『ライヴ・イン・ジャパン』 - Live In Japan (1975年、Capitol)
- 『あの頃のジャズ2』 - Echoes of an Era 2: The Concert (1982年、Elektra/Musician) ※with ジョー・ヘンダーソン、チック・コリア、スタンリー・クラーク、レニー・ホワイト
- At My Best (1981年、ASI)
- Live From Las Vegas (2005年、Capitol)

## 来日公演
- 1969年
- 1972年
- 1974年
11月9日 渋谷公会堂、10日大阪厚生年金会館、12日 福岡市民会館、13日 熊本市民会館、15日 京都会館 第一ホール、16日 新宿・ビッグ・トゥギャザー、18日 静岡駿府会館、21日 金沢市観光会館、22日 名古屋市民会館、24日 中野サンプラザ
- 1977年
6月6日 京都会館、7日,9日 フェスティバルホール、8日 神戸国際会館、10日 倉敷市民会館、11日,12日 福岡市民会館、13日 小倉市民会館、14日 熊本市民会館、16日,17日,18日 東京厚生年金会館、21日 神奈川県立県民ホール、22日 名古屋市公会堂
- 1981年
オーレックス・ジャズ・フェスティバル
- 1983年
- 1987年
10月9日 フェスティバルホール、14日 昭和女子大学人見記念講堂